# Корашвілі Олександра Нодаріївна
Олекса́ндра Нода́ріївна Корашві́лі (* 1996) — українська тенісистка.

## Життєпис
Народилась 1996 року в місті Одеса. Тенісом почала займатися у віці п'яти років.
Дійшла до фіналу Australian Open у жіночому парному розряді -2013. Виступала в команді з Барборою Крейчиковою як партнеркою в парному розряді, програли парі Ана Конюх/Керол Чжао. У турі WTA вперше зіграла в основній сітці на Baku Cup 2012 з Каміллою Фархад у парному розряді.
За кар'єру виграла три титули в одиночному розряді та 14 в парному розряді на ITF Women's.